# Rúa da Acibechería
La Rúa da Acibechería és un carrer de la ciutat de Santiago de Compostel·la, situada al nord del seu centre històric. És l'últim carrer que travessen els pelegrins abans d'arribar a la catedral des del Camí Francès, Camí Primitiu, Camí del Nord i Camí dels Anglesos.

## Geografia i morfologia
El carrer es troba al nord de l'antiga ciutat, en l'important eix est-oest que unia la Porta del Camí amb la Praza do Obradoiro. Uneix les places de Cervantes i de la Inmaculada, en un trajecte curt però una mica sinuòs a causa de la seva configuració seguint una part de la línia de la primera barrera defensiva de la ciutat.
La numeració del carrer s'introdueix bastants metres a la Plaça de la Inmaculada, des d'un petit tram del número 25 fins al número 33, romanent dels temps en els que al costat nord d'aquest tram existien una sèrie d'edificis que van ser derrocats al segle xvii.

## Etimologia i toponímia
En temps passats aquest carrer rebia el nom de carrer de la Moneda (no confondre amb l'actual carrer homònim) o dels Cambeas, per la gran quantitat de cases de canvi que hi havia en ella. A causa del gran nombre d'artesans del gremi dels atzabetgers per tot el carrer, al segle XV es va canviar el seu nom. De fet, al moment de l'enderrocament de l'antic Col·legi de San Xerome, la nombrosa presència de botigues d'atzabejos incrustades a la mansana d'aquest edifici, va dificultar l'operació de venda pel valor de les rendes que proporcionaven els lloguers.

## Història
Amb l'arribada dels primers pelegrins a Compostela, van començar a instal·lar-se uns barris suburbials que envoltaven l'antiga barrera de fusta que protegia el Locus Sanctus, aprofitant el creixent comerç que el tràfec de gent proporcionava. Un d'ells va ser el denominat Forum (avui la plaça de Cervantes). A més, el bisbe d'Iria, Sisnando (879-919) va manar construir en 899 un nou monestir fora del Locus anomenat de Santo Estevo Pinario (avui de San Martín Pinario). Aquests dos pols d'atracció van anar procurant la progressiva aparició d'edificacions a un costat del camí que anava per l'exterior de la barrera i arribava perant la Porta del Paradís, per on obstaculitzen els pelegrins a la Basílica, formant el brot d'aquest carrer. Amb Sisnando II (951-968), amb un, cada vegada més definit entramat urbà, es va canviar el concepte de Locus pel de Vila Burguensis. Per això, aquest bisbe va manar substituir l'antiga estacada per una muralla de cachotaría i construir una nova barrera de fusta que a grans trets delimitava la Vila Sancti Iacobi en el perímetre que després tindria la definitiva muralla de Cresconio. El fossat d'aquesta muralla de cachotaría, per tant, seguia aproximadament el traçat de l'actual carrer de l'Acibechería en el seu marge sud.
Entre els segles XII i xiii es va anar conformant l'actual gui de carrers compostelà seguint diversos eixos. Un d'ells, potser el comercialment més important, va ser el que anava des de la Porta del Camí fins a la Plaça de la Inmaculada (d'est a oest), que rebia en fonts clàssiques el simptomàtic nom de carrer Major. El seu recorregut va ser dividit en trams que portaven els noms de carrer del Camí o carrer Francíxena (avui carrer de les Cases Reals), carrer del Camp (plaça de Cervantes), carrer de la Moneda (Acibechería) i carrer de la Trinitat (que travessava pel Palau de Gelmírez, seguia al costat de les cases del Sancti Spiritus, on avui està l'Hospital Real, i arribava fins a la Porta de la Trinitat).
En la Història Compostelana es fa referència al fet que l'arquebisbe Xelmírez va manar construir en 1120 una capella dins del nou pazo arcebisbal "davant la qual s'encunya la moneda, front de l'església de Santiago, a la dreta se surt de la mateixa església de l'Apòstol"; és a dir, es parlava del carrer de la Moneda, avui de l'Acibechería. Una altra de les construccions xelmiranes és l'Hospital de Santiago (més tard, Col·legi de Sano Xerome), que arribaria a substituir l'anterior hospital manat fer per Sisnando I, situat enfront de l'antiga basílica prerromànica dins del recinte defensiu, que es va quedar petit i, a més, destorbava l'ampliació de la catedral.
En el marge sud d'aquest carrer es trobaven les cases del Maestro Mateo, que van desaparèixer després d'un incendi en 1328atzabetgers, tal com es recull en el Tom A (fulla 67) que es guarda en l'Arxiu de la Catedral de Santiago.
Aquest carrer va tenir gairebé sempre porxades en el tros entre el carrer de la Via Sagrada i la Plaça dels Cambeas (actual Plaça de la Inmaculada, encara que més minsa per l'existència de les edificacions de la mansana de San Jerónimo). A finals del segle xviii van anar desapareixent per eixamplar el carrer, sent un dels primers segments amb porxades en ser derrocats.
En 1651, la Universitat va vendre l'antic Col·legi de San Jerónimo als monjos del Monestir de San Martín Pinario, que desitjaven ampliar la seva seu, donant començament el seu enderrocament a l'any següent i adquirint la Plaça de la Immaculada la seva configuració actual.

## Monuments
- Hospital de Santiago o Col·legi de San Jerónimo (desaparegut). El primer hospital per a pelegrins se situava al costat de la basílica prerromànica i havia estat manat construir pel bisbe Sisnando I. No obstant això, l'arquebisbe Xelmírez va decidir la construcció d'un nou edifici al principi de l'actual carrer d'Acibechería per donar un millor servei a la creixent afluència de pelegrins.[a] Va rebre el nom d'Hospital de pobres i pelegrins de Santiago i se sostenia amb les almoines rebudes en l'altar major i unes altres. Va tenir el seu cementiri a l'inici del carrer de les Huertas, a un costat de l'església de la Trinitat i prop de la porta amb el mateix nom. L'edifici es va anar fent més gran, per la sempre creixent demanda assistencial, fins al punt d'ocupar tot l'espai que hi havia entre el carrer i el monestir de San Martín. Era de murs gruixuts, fins i tot durant les revoltes xelmirianes va tenir un ús defensiu.atzabetgers En 1484 l'edifici va sofrir un voraç incendi que ho va arruïnar. Va ser reconstruït en el mateix lloc poc després i va tenir dues plantes: planta baixa (cuina, cellers, capella, infermeria i dinou llits) i planta primera (una altra infermeria, vint llits i una sala amb sis llits per a malalts contagiosos). La part més sortint de l'edifici era una porta tard-gòtica (de 1491), que és l'única que avui dia es conserva.[6] No obstant això, a principis del segle xvi, una vegada que les funcions hospitalàries van ser assumides pel nou Hospital Real, el vell Hospital va ser adquirit per cessió del monestir de San Martín Pinario per la incipient Universitat de l'arquebisbe Alonso III de Fonseca, que va dedicar l'edifici a acollir les classes d'Arts passant a denominar-se, primer, Col·legi de Santiago Apòstol[7] i, després, Col·legi de San Jerónimo o Col·legi d'Artistes.[b] Els mobles del vell hospital van ser dipositats en San Bartolomé.[8] Sobre 1551 va sorgir la idea d'ampliar el nou Col·legi de Santiago Alfeo, afegint-li una nova edificació a la seva cara que substituís a les d'aquella decadents instal·lacions del Col·legi de San Jerónimo, però ni en aquesta ocasió, ni en 1586, ni en 1592, ni en 1599, en què es va tornar a formular el trasllat, va quallar la idea més enllà d'uns arranjaments d'urgència. Una altra vegada, entre 1635 i 1638, diverses comissions van voler donar impuls al projecte de trasllat a la Plaça de l'Hospital Real del vell col·legi, participant en una d'elles, l'abat de San Martín Pinario, subjecte imprescindible en l'operació perquè amb els diners procedents de la venda de l'edifici es volia aixecar el nou. No obstant això, l'abat va rebutjar l'operació per l'alt cost. Per fi, en 1650, la Universitat va presentar una primera oferta de venda de l'immoble. Demanava 8000 ducats, però sense incloure la font ni els perpianys, només el sòl on s'assentava, i a més es volia una compensació per les rendes que s'obtenien de les botigues d'atzabetgers pegades al vell hospital. L'oferta va ser novament rebutjada i, donada la urgència que l'estat de l'immoble presentava, es va arribar a l'any següent a un acord que reduïa l'import de la venda a 6000 ducats, més una indemnització de 800 escuts per les rendes de les botigues i sense incloure les despulles de l'edifici.[9] En 1652 l'edifici es va desmantellar, quedant part dels materials exposats a la Plaça de l'Hospital Real per a aprofitament de la nova fàbrica.
- Font de l'Hospital de Santiago (desaparegut). En la venda del vell hospital, en 1651 finalment va quedar inclosa en el preu la font, que va passar a la propietat del monestir.[10] Durant molt temps aquesta font va estar a l'est de la plaça de la Inmaculada, fins que ja iniciat el segle XX es va reurbanitzar la plaça, desapareixent.

## Edificacions actuals
- Número 3 (en el marge sud; planta baixa i tres plantes). D'aspecte medieval, és un dels escassos edificis de la ciutat que encara manté balconades de fusta, reminiscència d'uns altres temps.
- Número 6 (en el marge nord; planta baixa i tres plantes). Compta al mur amb una marca de propietat pertanyent a l'Ordre de la Mercè.
- Número 7 (en el marge sud; planta baixa i tres plantes). Obra de 1876 de l'arquitecte Manuel Pereiro Caeiro per encàrrec de Pedro Antonio García, amb una galeria en l'última planta que, en principi, no estava prevista en els plànols de la construcció.[11]
- Número 8 (en el marge nord; planta baixa i tres plantes). Obra de 1908 de l'arquitecte Jesús López de Rego per al sastre Avelino Cimadevila Rey, amb una característica galeria superior que es perllonga als dos buits en miradors de la segona planta que remarquen una petita balconada central.[12][13] Una de les millors galeries vuitcentistes de la ciutat, amb un esquema que es repetiria en el número 96 del carrer de Sant Pere (1914) i en el número 24 de la Verge de la Cerca (1925).
- Número 12 (en el marge nord; planta baixa i tres plantes). Compta sobre la porta amb una marca de propietat pertanyent a la Confraria de La nostra Senyora de la Concepció.
- Número 14 (en el marge nord; planta baixa i tres plantes). Reformada en 1879 per Pereiro Caeiro, per encàrrec del comerciant Tomás González Moar, afegint-se una galeria en l'última planta.[14]
- Número 16 (en el marge nord; planta baixa i tres plantes). En aquest número i en el número 14 va estar la probable localització de l'antiga Praciña de Sant Joan o dels Oficis. En un costat de la praciña va existir una font coronada per una imatge de l'Evangelista que li va donar nom.[15]
- Número 18 (en el marge nord; planta baixa i tres plantes). Compta en el mur amb una marca de propietat (una gallina sobre una petxina) pertanyent o bé a la Confraria de l'Esperit Sant, o bé al Priorat de Sar, o bé a un altre aforament encara desconegut.[16]
- Número 19 (en el marge sud; planta baixa i dues plantes). Obra de 1897 de Pereiro Caeiro, qui la va promoure.
- Número 21 (en el marge sud; planta baixa i dues plantes). Obra de 1897 del propi Pereiro Caeiro, amb la promoció de Benito García López.
- Número 33 (en el marge sud; planta baixa i dues plantes). Antigament va comptar amb unes porxades que van desaparèixer en la reforma del segle xviii. En 1891 l'arquitecte Manuel Pereiro va reformar la seva façana, per encàrrec del sastre Felipe Cimadevila Iglesias, que es va utilitzar per ser residència de la seva família. L'edifici va ser reformat en 1970. És l'últim nombre del carrer i fa cantonada amb el número 9 de la Plaça de la Inmaculada, que està soportalada.

## Personatges i negocis relacionats amb el carrer

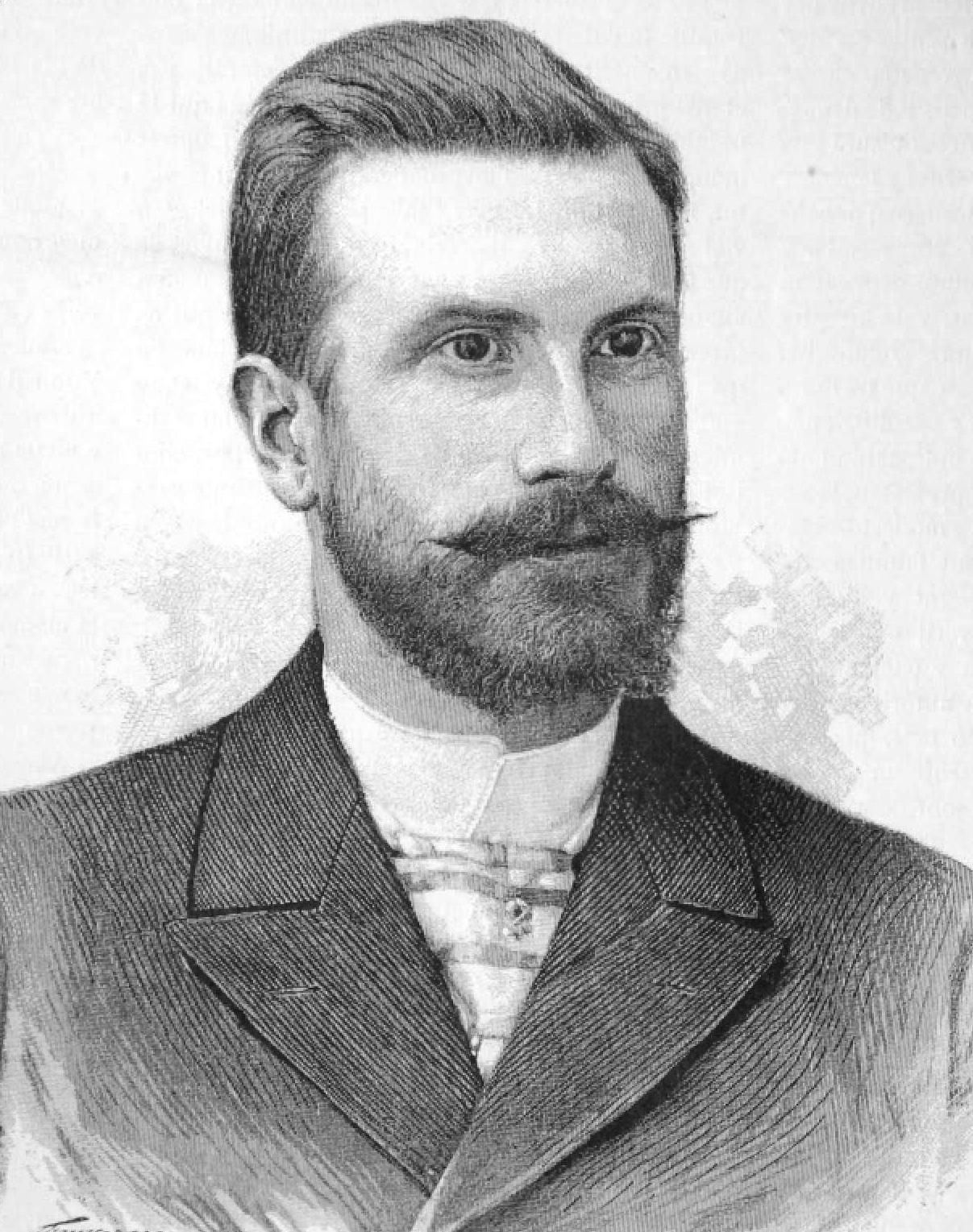
L'escriptor Alfredo Brañas.

- En el número 5 d'aquest carrer va morir el 21 de febrer de 1900 l'escriptor Alfredo Brañas Menéndez.
- En els baixos del número 8 va ser el negoci d'Avelino Cimadevila Rey, dedicat a la venda de roba talar, ornaments d'església i articles complementaris. També va residir aquí durant un temps la família de Francisco d'Assís Port Rey (pare de l'alcalde franquista de la ciutat Ángel Puerto Anido), cosí d'Avelino.
- En els baixos del número 12 va estar, des de 1848, situada una llibreria fundada per Ramón Cándido Rey Romero (fill del llibreter Francisco Rey Romero) i Juan Cuveiro anomenada "Llibreria Circulatòria dels Senyors Rey Romero y Cuveiro". El propi Ramón Rey va residir en el número 14.
- En el número 15 va residir el catedràtic de la Facultat de Farmàcia, Enrique Cuenca Araujo.
- El canonge de gràcia de la Catedral de Santiago, Pablo Cuesta Hernández (nebot segon de l'arquebisbe de Santiago, Miguel García Cuesta), secretari de Càmera de l'Arquebisbe i protonotari apostòlic, va morir en el número 16.
- En el número 16 va estar situat entre 1848 i 1849 la "Llibreria Minerva", propietat del professor universitari Julián Rodríguez del Valle i Francisco Constanti Miller.
- En el número 27 va haver-hi des de 1900 un negoci de venda de paraigües, propietat d'Alfonso Quintela Naya.